# Quartier de la Plaine-de-Monceaux
Quartier de la Plaine-de-Monceaux är Paris 66:e administrativa distrikt, beläget i sjuttonde arrondissementet. Distriktet är uppkallat efter byn Monceau, som var belägen på högslätten Plaine de Monceaux.
Sjuttonde arrondissementet består även av distrikten Ternes, Batignolles och Épinettes.

## Sevärdheter
- Château de Monceau
- Gare de Pereire–Levallois
- Musée Jean-Jacques-Henner
- Jardin Solitude

## Bilder
| - De fyra administrativa distrikten i Paris sjuttonde arrondissement. - Musée Jean-Jacques-Henner. - Jardin Solitude. |

## Kommunikationer
- Tunnelbana – linje  – Wagram